# Wallabicoris
Wallabicoris is een geslacht van wantsen uit de familie van de Miridae (Blindwantsen). Het geslacht werd voor het eerst wetenschappelijk beschreven door Schuh & Pedraza in 2010.

## Soorten
Het genus bevat de volgende soorten:

- Wallabicoris baldersoni Schuh & Pedraza, 2010
- Wallabicoris cassisi Schuh & Pedraza, 2010
- Wallabicoris chrysocephali Schuh & Pedraza, 2010
- Wallabicoris commoni Schuh & Pedraza, 2010
- Wallabicoris coolabah Schuh & Pedraza, 2010
- Wallabicoris craspedii Schuh & Pedraza, 2010
- Wallabicoris cuneotinctus Schuh & Pedraza, 2010
- Wallabicoris dicrastyli Schuh & Pedraza, 2010
- Wallabicoris ellae Schuh & Pedraza, 2010
- Wallabicoris eximius (Reuter, 1904)
- Wallabicoris gingera Schuh & Pedraza, 2010
- Wallabicoris halganii Schuh & Pedraza, 2010
- Wallabicoris helichrysi Schuh & Pedraza, 2010
- Wallabicoris lachnostachyos Schuh & Pedraza, 2010
- Wallabicoris maralinga Schuh & Pedraza, 2010
- Wallabicoris newcastelii Schuh & Pedraza, 2010
- Wallabicoris norsemanius Schuh & Pedraza, 2010
- Wallabicoris olearii Schuh & Pedraza, 2010
- Wallabicoris ozothamni Schuh & Pedraza, 2010
- Wallabicoris paradicrastyli Schuh & Pedraza, 2010
- Wallabicoris pimelei Schuh & Pedraza, 2010
- Wallabicoris pinocchii Schuh & Pedraza, 2010
- Wallabicoris pityrodiellus Schuh & Pedraza, 2010
- Wallabicoris pityrodii Schuh & Pedraza, 2010
- Wallabicoris pomaderri Schuh & Pedraza, 2010
- Wallabicoris prostantheri Schuh & Pedraza, 2010
- Wallabicoris pultenaei Schuh & Pedraza, 2010
- Wallabicoris rhamnicola Schuh & Pedraza, 2010
- Wallabicoris rudidosi Schuh & Pedraza, 2010
- Wallabicoris sandstonensis Schuh & Pedraza, 2010
- Wallabicoris schwartzi Schuh & Pedraza, 2010
- Wallabicoris spyridiellus Schuh & Pedraza, 2010
- Wallabicoris spyridii Schuh & Pedraza, 2010
- Wallabicoris tasmanensis Schuh & Pedraza, 2010
- Wallabicoris thomasii Schuh & Pedraza, 2010
- Wallabicoris trymalii Schuh & Pedraza, 2010
- Wallabicoris uptoni Schuh & Pedraza, 2010
- Wallabicoris waitzii Schuh & Pedraza, 2010